# Роберто Чеволі
Роберто Чеволі (італ. Roberto Cevoli; нар. 29 грудня 1968, Ріміні, Емілія-Романья, Італія) — італійський та санмаринський футболіст, захисник, по завершенні кар'єри гравця — тренер.

## Кар'єра гравця
Розпочинав свою кар'єру в нижчих італійських лігах у команді «Сан-Марино». Також виступав за «Єзіну», «Фано», «Карпі», «Реджину», «Реджану», «Торіно», «Чезену» та «Кротоне». У футболці «Модени» став одним з гравців, які пройшли шлях від Серії C1 до Серії А, а також став володарем Суперкубку Серії C. У вищому дивізіоні італійського футболу наприкінці кар'єри виступав за «Модену». Загалом у складі «Модени» провів 91 гру та відзначився двома голами, серед яких 57 матчів та 1 гол — в еліті італійського футболу. З 1986 по 2005 рік на професійному рівні зіграв 519 матчів та відзначився 16-ма голами.
Незважаючи на громадянство Сан-Марино, футболіст не викликався до збірної вище вказаної держави.

## Кар'єра тренера
Після роботи асистентом головного тренера «Віченци» спочатку в тренерському штабі Джанкарло Камолезе, а потім Анджело Грегуччі, у червні 2008 року став новим головним тренером «Фоліньо», але в листопаді того ж року його було звільнено з займаної посади.
Влітку 2009 року став тренером «Монци», яка виступала в Лега Про Пріма Дівізіоне; пропрацював на тренрському містку клубу один рік.
22 липня 2012 року призначений головним тренером молодіжної команди «Реджини», яка виступала в Прімавері.
17 листопада 2015 року призначений головним тренером ««Уніоне Санремо»» з Еччелленци «Лігурія», де замінив Валентино Папу, спадкоємець відомого в місті клубу «Санремезе», який виграв Кубок Італії серед аматорів 2015/16.
Після короткого досвіду на чолі албанської команди «Теута», 18 січня 2017 року змінив Бруно Канео на посаді головного тренера «Чивітановезе».
6 червня наступного року підписав річний контракт з «Ренате», який виступав у членом Лезі Про. Клуб фінішував на 7-му місці в групі Б і грав у груповому плей-оф за право підвищитися в класі, але вибув за підсумками пергого раунду.
21 травня 2018 року підписав 1-річний контракт з «Реджиною» з групи С Серії С, де раніше був футболістом, а згодом тренером команди в Прімавері. 3 лютого 2019 року, після домашньої поразки (3:4) в дербі проти «Катандзаро», коли команда займала восьму позицію в турнірній таблиці, звільнений з займаної посади, його замінив Массімо Драго. 7 квітня наступного року, після серії негативних результатів свого попередника, він повернувся на тренерський місток «Реджини». Команда завершила чемпіонат на 7-му місці, отримавши можливість зіграти у плей-оф за право підвищитися в класі: однак «Реджина» вилетіла у другому раунді, програвши «Катанії» з рахунком 1:4.
8 червня 2020 року офіційно призначений головним тренером «Імолезе», щоб зіграти плей-оф на вибування з еміліанським клубом. Після перемоги в плей-оф на вибування затверджений на посаду головного тренера й на наступний сезон, але 19 грудня наступного року, після поразки (2:3) від Равенни, звільнений від своїх обов'язків.
У серпні 2021 року «Ренате» запросив його до Серії C замість Франческа Парравічіні, який пішов у відставку. Після 4-го місця в групі А клуб вилетів у першому раунді національного плей-оф від «Ювентуса» (U-23).
У серпні 2022 року став новим тренером «Новари» з Серії С, замінивши Марка Маркіонні. 1 грудня 2022 року, після поразки від «Перголеттезе», звільнений з займаної посади. Залишив п’ємонтську команду на сьомому місці з 24 очками після 16-тизіграних матчів.

### Збірна Сан-Марино
12 грудня 2023 року призначений новим головним тренером збірної «титанів».

## Особисте життя
Народився в італійському місті Ріміні. Має громадянство Сан-Марино.

## Тренерська статистика

### У збірній
| Дата       | Місто          | Господарі   | Результат | Гості              | Турнір                                | Голи                   | Примітки          |
| ---------- | -------------- | ----------- | --------- | ------------------ | ------------------------------------- | ---------------------- | ----------------- |
| 20-3-2024  | Серравалле     | Сан-Марино  | 1 – 3     | Сент-Кіттс і Невіс | товариський матч                      | Філіппо Берарді (rig.) | Кап: А. Голінуччі |
| 24-3-2024  | Серравалле     | Сан-Марино  | 0 – 0     | Сент-Кіттс і Невіс | товариський матч                      | -                      | Кап: А. Голінуччі |
| 5-6-2024   | Вінер-Нойштадт | Словаччина  | –         | Сан-Марино         | товариський матч                      | -                      | Кап: -            |
| 11-6-2024  | Серравалле     | Сан-Марино  | –         | Кіпр               | товариський матч                      | -                      | Кап: -            |
| 5-9-2024   | Серравалле     | Сан-Марино  | –         | Ліхтенштейн        | Ліга націй УЄФА 2024-2025 - 1-й раунд | -                      | Кап: -            |
| 10-9-2024  | Кишинів        | Молдова     | –         | Сан-Марино         | товариський матч                      | -                      | Кап: -            |
| 10-10-2024 | Фару           | Гібралтар   | –         | Сан-Марино         | Ліга націй УЄФА 2024-2025 - 1-й раунд | -                      | Кап: -            |
| 15-11-2024 | Серравалле     | Сан-Марино  | –         | Гібралтар          | Ліга націй УЄФА 2024-2025 - 1-й раунд | -                      | Кап: -            |
| 18-11-2024 | Вадуц          | Ліхтенштейн | –         | Сан-Марино         | Ліга націй УЄФА 2024-2025 - 1-й раунд | -                      | Кап: -            |
| Усього     |                | Матчів      | 2         |                    | Голів                                 | 1                      |                   |

## Досягнення

### Як гравця

#### Національні турніри
«Реджина»
- Серія C1
  -  Чемпіон (1): 1994/95

«Сан-Марино»
- Міжрегіональний чемпіонат
  -  Чемпіон (1): 1987/88

### Як тренера

#### Національні турніри
«Уніоне Санремо»
- Аматорський кубок Італії
  -  Володар (1): 2015/16

#### Регіональні турніри
«Уніоне Санремо»
- Аматорський кубок Італії (Лігурія)
  -  Володар (1): 2015/16